# Poly(alkylène xylosediglyoxylates)
 (mai 2023).
Le poly(alkylène xylosediglyoxylates) (PAX) est un polymère biosourcé appartenant à la famille des polyesters, synthétisé à partir de sources de biomasse, la lignocellulose, et issu de carbone renouvelable.
L’intérêt pour les polymères biosourcés est motivé par la crise environnementale anthropique, une conséquence de l’utilisation de combustibles fossiles associée aux plastiques.
Dès sa conception, le plastique pose un problème environnemental, son extraction et le raffinage des matières premières émettent du gaz à effet de serre. L’une des propriétés inquiétantes du plastique est sa faible dégradabilité. Ainsi, l’utilisation de polymères biosourcés semble être l’alternative aux matériaux fossiles qui s’explique par leur température de transition vitreuse (Tv) élevée, des propriétés de barrière aux gaz sélectives et sont dégradables en solution aqueuse et recyclables par voie chimique.
Le PAX se trouve être un bon candidat en tant que substitut de polymères non-biodégradables, depuis sa conception jusqu’à sa dégradation, tout en présentant des caractéristiques similaires.
Néanmoins, certaines réserves quant à l’utilisation du PAX ont été émises. C’est un polymère facilement dépolymérisé dans des conditions alcooliques, ce qui soulève des questionnements sur son devenir physique et chimique en présence d’eau. En effet, le taux de dégradation du PAX dans l'eau est plus élevé que ceux des polyesters commerciaux actuels. Ainsi, l’utilisation du PAX en tant qu’alternative au plastique va être un problème dans les applications qui requièrent une stabilité hydraulique élevée.

## Synthèse
La synthèse du PAX se fait en plusieurs étapes. Tout d’abord en synthétisant de l’acide xylose diglyoxylique (DGAX) à partir de xylose et d’acide glyoxylique que l’on met en présence d’acide sulfurique à 90 °C. Cette étape a un rendement de 96 %.
On place ensuite le DGAX en présence de MeOH à reflux, afin d’obtenir du diméthylglyoxylate xylose (DMGX). Le rendement de cette étape est de 99 %.

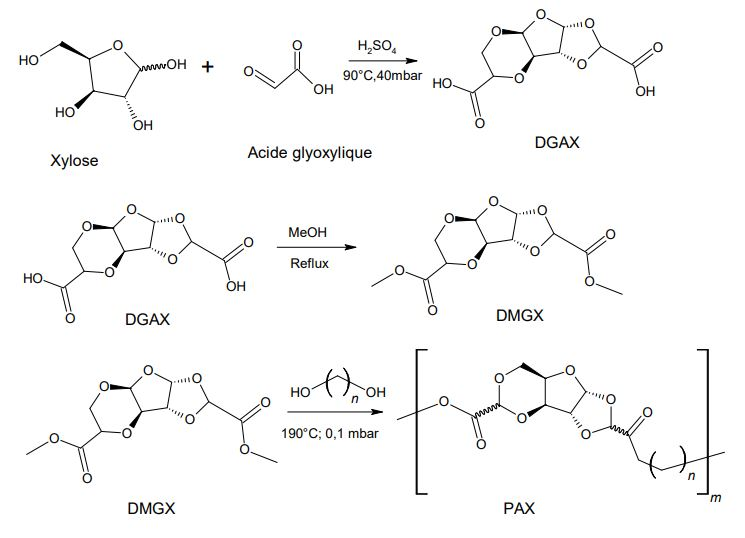
Étapes de la synthèse du PAX.

Enfin, on fait chauffer le DMGX avec du diol afin de former le PAX. Lors de la dernière étape, certains catalyseurs peuvent être utilisés, comme le Sb2O3 ou le Sn(Oct)2. Cette étape se nomme la « polymérisation ». Elle a un rendement qui se situe entre 89 % et 96 %.
Parmi les composés de base pour synthétiser le PAX, le xylose est produit industriellement à partir de composés lignocellulosiques, provenant de plantes. Il existe de nombreux diols provenant de ressources issues de biomasse, tels que l'éthylène glycol. L'acide glyoxylique cependant n'est pas produit à partir de ressources renouvelables. Le projet de recherche « Ocean » a pour but de synthétiser l'acide oxalique à partir de CO2. Cette molécule permettrait d'accéder à de l'acide glyoxylique non issu de la pétrochimie. Cela conduirait à un PAX provenant uniquement de biomasse,.

## Propriétés physico-chimiques
Le PAX présente une haute température de transition vitreuse (Tv). C’est le cas des gobelets en PBX (poly(butylène xylosediglyoxylates)), un PAX utilisant du butanediol qui peut supporter une courte exposition à l’eau bouillante, contrairement au polytéréphtalate d'éthylène (PET) et à l’acide polylactique (PLA), grâce à une Tv de 100 °C, ce qui permet un plus large domaine d’utilisation de la forme solide car c’est en dessous de cette température que le polymère est solide, dur et fragile comme le verre. Cela n’empêche pas de travailler au-dessus de cette température si on souhaite obtenir un état caoutchouteux, c’est-à-dire mou et flexible.
Les propriétés mécaniques du PAX sont dites « dures ». Cela signifie que lorsque le matériau est soumis à différentes forces et conditions, ses propriétés physiques qui sont ici la déformation du solide, seront faibles car il est plutôt résistant à ces forces appliquées, notamment dû au fait que l’unité monomère du PAX soit plus complexe que celle des polymères commerciaux et présente trois cycles rendant le tout compact.
On observe également de fortes propriétés de perméabilité gazeuse : limite le contact entre le contenu d’un emballage et les contaminants extérieurs du type gaz, odeurs et pollution qu’on appelle « perméation ». Cela permet de déterminer la capacité à assurer la durée de conservation du produit. Le PAX est efficace pour assurer cette fonction. Ce bioplastique constitue une bonne barrière aux gaz, son taux de transmission de l’oxygène (100 µm) est de 11 à 24 cm3/m2 par jour et par bar et son taux de transmission de la vapeur d’eau (100 µm) de 25 à 36 g/m2 par jour, ce qui fait de lui un meilleur emballage alimentaire que le PET largement utilisé aujourd’hui, de plus, sa production est simple et moins coûteuse. Des facteurs physiques peuvent faire varier ce taux de perméation, tels que la température, l’humidité relative, ainsi que la différence de concentration entre le gaz à l'intérieur d'un emballage et le gaz à l'extérieur de l'emballage. À titre d’exemple, la perméabilité augmente avec la température.
L’aptitude au traitement est définie comme le comportement et les interactions du polymère au cours des différentes étapes de traitement, telles que le mélange, l'extrusion, les processus de calandrage et le moulage. Dans le cas du PAX, toute cette démarche est qualifiée de simple et efficace.

## Utilisation
Le PAX n’est pas encore utilisé à grande échelle car son invention est encore récente, mais pourrait devenir une alternative aux plastiques dérivés de pétrole tels que le PET, notamment pour des objets à utilisation unique tels que des couverts ou des pailles, car il se dégrade par hydrolyse en 180 jours dans de l’eau à température ambiante, contrairement au PET qui requiert une température de 240 °C pour se dégrader naturellement.
Cependant la dégradation rapide du PAX pose aussi un problème pour son utilisation, notamment pour stocker des produits alimentaires car la toxicité des produits qui en résultent n’est pas encore connue ; cependant il est possible d’utiliser des additifs afin de créer un PAX plus résistant à l’hydrolyse. Cette même technique est déjà couramment utilisée pour les plastiques dérivés de pétrole.
On estime que la production du PAX à grande échelle coûterait 1 500 US$/t. Cette valeur est plus élevée que celle du PET (800 à 1 500 US$/t), mais plus basse que celle du PLA (1 900 à 2 300 US$/t), deux plastiques couramment utilisés de nos jours.

## Recyclage
L’élimination et la récupération des produits plastiques en fin de vie posent des défis technologiques importants. Comme de nombreux produits plastiques, les impacts environnementaux associés à la récupération sont complexes et la composante de renforcement contribue souvent à des impacts environnementaux supplémentaires importants.
Si on effectue une comparaison entre PAX et PET, le PAX présente de nombreux avantages puisque ce dernier est plus respectueux de l’environnement au niveau de la production mais également plus simple à éliminer dû à sa biodégradabilité. De plus, si ce dernier n’est pas recyclé, il sera dégradé sans risque sous forme de sucre végétal.
Il existe trois voies de recyclage pour le PAX :
- un recyclage mécanique comparable à celui du PET[9] ;
- un recyclage chimique via alcoolyse[1] ;
- dépolymérisation dans de l’eau à température ambiante.

### Recyclage comparable à celui du PET
Étapes du recyclage du PET :
1. Collecte : après avoir été triées par les consommateurs, les bouteilles en PET sont collectées et acheminées vers une usine de recyclage avec d’autres matériaux recyclables ;
2. Traitement : les produits en PET sont séparés selon leurs couleurs puis sont broyés en paillettes ;
3. Extrusion : le matériel est décontaminé puis chauffé et étiré en longs câbles fins. Ces câbles sont refroidis, on a un produit pur prêt à être découpé en cristaux ;
4. Nettoyage : les cristaux sont nettoyés puis séchés à des températures relativement élevées. La température est maintenue afin de les décontaminer à nouveau ;
5. Refonte : le PET est prêt à être réutilisé. Les granulés sont transformés en préformes qui sont à leur tour chauffés ;
6. Consommation : le résultat du recyclage est utilisé dans les emballages alimentaires principalement ou les bouteilles.

### Recyclage via méthanolyse
Pour obtenir un composé pur, le PAX peut également subir un recyclage chimique par méthanolyse à 64 °C (voir schéma ci-dessous).
La méthanolyse du PET est généralement effectuée à des températures comprises entre 180 °C et 280 °C et des pressions de 20 à 40 atm, tandis que celle du PAX est de 64 °C à une pression d’1 atm.
Exemple du PHX : 
Lors de la première étape, on récupère environ 96 % de DMGX par reflux dans du méthanol acide. Après filtration, les plastiques résiduels, le 1,6-hexanediol et le DMGX sont séparés par extraction liquide-liquide (DMGX en phase organique et 1,6-hexanediol en phase aqueuse) puis distillés pour produire des monomères purs. (Ici, le protocole a été effectué pour de petits lots. En effectuant le même protocole dans un processus optimisé à plus grande échelle, les pertes seraient considérablement réduites). Finalement, le PHX est re-synthétisé à l’aide de monomères recyclés. Les suites de ce processus ne marquent aucun changement significatif au niveau structural ou dans les propriétés thermomécaniques entre les polymères vierges et recyclés.
De façon générale, la méthanolyse est appliquée avec succès pour se débarrasser des bouteilles, des déchets de fibres, des films usagés et des déchets végétaux. À basse température, à partir d'un flux de plastique mixte et pour une pression atmosphérique utilisant des techniques de séparation standard (extraction et distillation ou cristallisation), on peut rendre le recyclage chimique industriel du PAX plus économiquement réalisable par rapport aux opérations à haute température et pression requises pour les plastiques moins dégradables tels que le PET.

### Dépolymérisation dans l'eau
Le PAX peut éventuellement subir une dépolymérisation dans l’eau à température ambiante (voir Biodégradation par hydrolyse).

## Biodégradation par hydrolyse
Le principal avantage du PAX est qu’il est dégradable naturellement sans qu’il y ait de danger pour l’environnement. Ce polymère se dégrade par hydrolyse pour former de l’acide glyoxylique et un sucre nommé « xylose ». Cette étape prend entre 20 et 180 jours en fonction de la température.